# Candaba
Candaba é um município de  primeira classe de renda municipal (d) na província A Pampanga, nas Filipinas. De acordo com o censo de 1 de maio  de  2020 possui uma população de 119 497 pessoas e 27 052 domicílios.